# Don Letts
Donovan "Don" Letts, född 10 januari 1956 i London, är en brittisk musiker, discjockey och regissör.
Don Letts var inflytelserik discjockey som spelade reggae på punkklubben Roxy under punkens tidigaste period. Han gjorde då även filmen The Punk Rock Movie. På senare år har han bland annat regisserat en dokumentär om The Clash - Westway To The World (2000) och punkdokumentären Punk: Attitude (2005).
Han har också regisserat flera videor åt The Clash, och var en av de ursprungliga medlemmarna i den före detta Clash-gitarristen Mick Jones band Big Audio Dynamite.